# Ōkuma Shigenobu

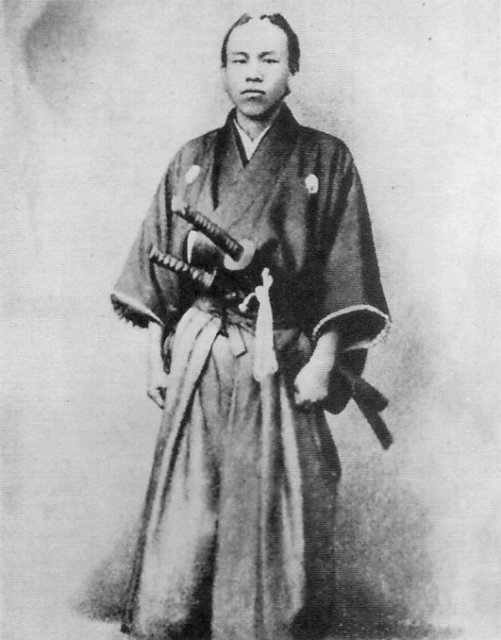
Ōkuma Shigenobu in seiner Jugend

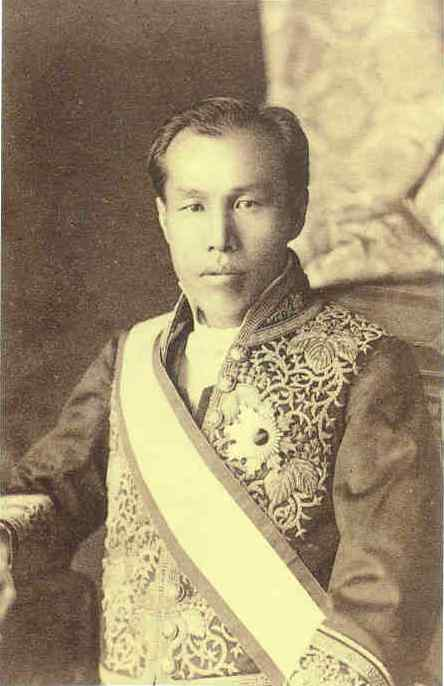
Ōkuma Shigenobu

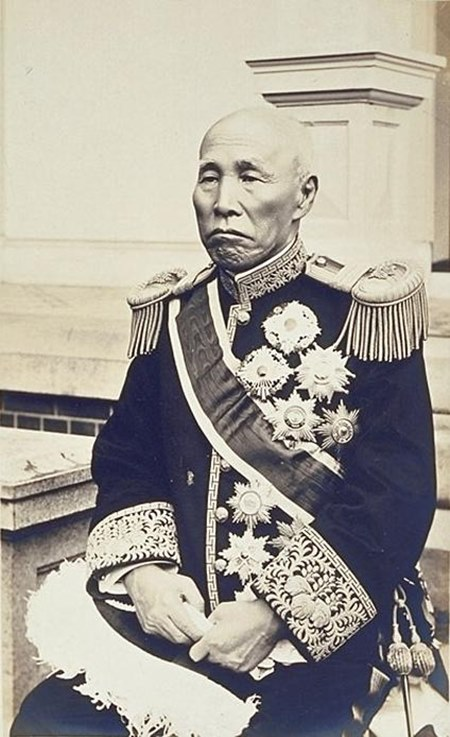
Ōkuma Shigenobu im Alter

Markgraf Ōkuma Shigenobu (jap. 大隈 重信 Ōkuma Shigenobu; * 11. März 1838 in Saga; † 10. Januar 1922 in Tokio) war ein japanischer Politiker und der 8. und 17. Premierminister Japans.
Als einer der populärsten Staatsmänner in der japanischen Geschichte gehörte er zu den Personen, die früh die Verbreitung westlicher Technologien in Japan förderten. Er gründete die Waseda-Universität.

## Jugend und Ausbildung
Ōkuma Shigenobu wurde als Sohn eines Artillerie-Offiziers in Saga in der Provinz Hizen (heute Präfektur Saga) geboren. Seine Ausbildung bestand zunächst hauptsächlich aus dem Studium der Bücher der konfuzianischen Philosophen und daraus hervorgegangenen japanischen Werken wie Hagakure von Yamamoto Tsunetomo. 1853 verließ er jedoch die traditionelle japanische Schule und besuchte stattdessen eine holländische Schule.
Nachdem die holländische Schule mit der Provinz-Schule 1861 vereinigt worden war, wurde Ōkuma Shigenobu Lektor an dieser Schule. Ōkuma sympathisierte mit der Sonnō-jōi-Bewegung, die in dieser Zeit weiter erstarkte. Er versuchte eine Annäherung zwischen den Rebellen des Chōshū-Han und dem Bakufu zu ermöglichen.
Während einer Reise nach Nagasaki traf Ōkuma den holländischen Missionar Guido Verbeck. Dieser brachte ihm die englische Sprache bei und gab ihm Kopien des Neuen Testaments und der amerikanischen Unabhängigkeitserklärung. Diese Schriften führten zu einer völligen Änderung seiner Ansichten über die japanische Regierungsform. War er zuvor als Krieger fest mit dem traditionellen feudalen System verwurzelt, so war er nun überzeugter Anhänger einer neuen, auf einer Verfassung begründeten Regierung Japans.
Ōkuma reiste in den folgenden Jahren oft zwischen Nagasaki und Kyōto und wurde in der Bewegung zur Wiederherstellung der kaiserlichen Macht aktiv. 1867 reiste er zusammen mit Soejima Tanetomi nach Edo, um den neuerannten Shōgun Tokugawa Yoshinobu einen Plan zur Wiederherstellung der Macht des Tennō vorzulegen. Dieser zögerte allerdings daraufhin nicht, sie sofort zu Rōnin zu erklären. Auf dem Rückweg nach Kyōto wurden die beiden gefangen genommen. Ōkuma verbrachte daraufhin einen Monat unter Hausarrest in Saga.

## Politische Karriere während der Meiji-Zeit
Nach der Meiji-Restauration war Ōkuma zuerst im Dienst des Auswärtigen Amtes, erhielt jedoch bald einen weiteren Posten als Leiter des Programms zur Reform des japanischen Währungssystems. Er wurde 1870 Mitglied im Regierungskabinett und Finanzminister. In dieser Funktion führte er Reformen des japanischen Eigentumsrechts und des Steuerrechts durch, welche die frühe industrielle Entwicklung Japans unterstützten. 1881 kam es jedoch zu einer politischen Krise, die zu seiner Entlassung führte,  nachdem er eine Reihe von Streitigkeiten über den Stellenwert des Rechts des Einzelnen in der japanischen Gesellschaft mit anderen Kabinettsmitgliedern gehabt hatte. Unter diesen ist besonders Itō Hirobumi zu erwähnen, der im Gegensatz zu Ōkuma ein Befürworter eines Obrigkeitsstaates nach preußischem Muster war.
1882 war Ōkuma Shigenobu einer der Mitbegründer der Konstitutionellen Progressiven Partei (立憲改進党, Rikken Kaishintō), welcher sich bald andere bekannte Führer der Meiji-Zeit anschlossen. Unter diesen bekannten Persönlichkeiten waren Ozaki Yukio und Inukai Tsuyoshi. Im gleichen Jahr gründete Ōkuma die Tōkyō Semmon Gakkō im Waseda-Viertel von Tokio. Diese Schule wurde später die Waseda-Universität, welche eine der angesehensten in ganz Japan ist.
Ungeachtet ihrer Rivalität ernannte Itō Hirobumi Ōkuma im Februar 1888 zum japanischen Außenminister. In dieser Position sollte er die „ungleichen Verträge“ auflösen, die durch das Bakufu mit den europäischen Mächten abgeschlossen worden waren. Ōkumas Zusammenstöße mit den anderen Regierungsmitgliedern häuften sich aber bald wieder. Nachdem sein rechtes Bein von einer Bombe des Gen’yōsha-Mitglieds Kurushima Tsuneki zerrissen wurde, trat er 1889 von seinem Posten zurück. Matsukata Masayoshi ernannte ihn 1896 erneut zum Außenminister, aber auch dieses Mal trat er nach einer Amtszeit von nur einem Jahr wieder zurück.
Im Juni 1898 gründete Ōkuma Shigenobu die Konstitutionelle Regierungspartei (Kenseitō) und wurde vom Kaiser Mutsuhito als Ministerpräsident Japans damit beauftragt, ein Kabinett zu bilden. Dieses Kabinett war das erste Einparteienkabinett in der japanischen Geschichte. Es stieß auf intensiven Widerstand von Seiten der Liberalen und der Progressiven Partei und hatte nur einige Monate bestand, bis alle Minister geschlossen zurücktraten. Ōkuma blieb Parteimitglied der Kenseitō bis er 1908 vom politischen Leben Japans zurückzog.
Nach seinem politischen Rücktritt wurde Ōkuma Präsident der Waseda-Universität und Ratsmitglied der japanischen Zivilisationsgesellschaft. Er übersetzte eine Reihe von europäischen und amerikanischen Texten in die japanische Sprache und sammelte Spenden für Japans erste Expedition in die Antarktis.

## Politische Karriere während der Taishō-Zeit
Ōkuma kehrte 1914 in die Politik zurück, als das Land von einer Regierungskrise erschüttert wurde. Die Regierung von Yamamoto Gonnohyōe wurde wegen des Siemens-Skandals zum Rücktritt gezwungen. Ōkuma wurde Genrō – Mitglied des Rates der Älteren Staatsmänner – und Ministerpräsident und brachte seine Befürworter zusammen mit den Parteien Rikken Dōshikai und Chūseikai in ein Kabinett. Im weiteren Verlauf des Jahres erklärte die Regierung Ōkuma dem deutschen Reich den Krieg und trat damit auf der Seite der Entente in den Ersten Weltkrieg ein. 1915 entwarfen Ōkuma und Katō Takaaki die Einundzwanzig Forderungen an China, die Japan die Vorherrschaft über das Land sichern sollten.
Aufgrund des Ōura-Skandals von 1915 verlor Ōkumas Kabinett rasch den Rückhalt in der Bevölkerung und seine Mitglieder traten gemeinschaftlich im Oktober 1916 zurück. Ōkuma ging nach Waseda zurück und starb dort 1922. Ungefähr 300.000 Menschen wohnten seinem Staatsbegräbnis im Hibiya-Park von Tokio bei. Er wurde im Gokoku-ji begraben.

## Ehrungen
- Namensgeber für die Okuma Bay in der Antarktis